# Thrixspermum longicauda
Thrixspermum longicauda är en orkidéart som beskrevs av Henry Nicholas Ridley. Thrixspermum longicauda ingår i släktet Thrixspermum och familjen orkidéer. Inga underarter finns listade i Catalogue of Life.